# Piotr Ilich Chaikovski y Los Cinco

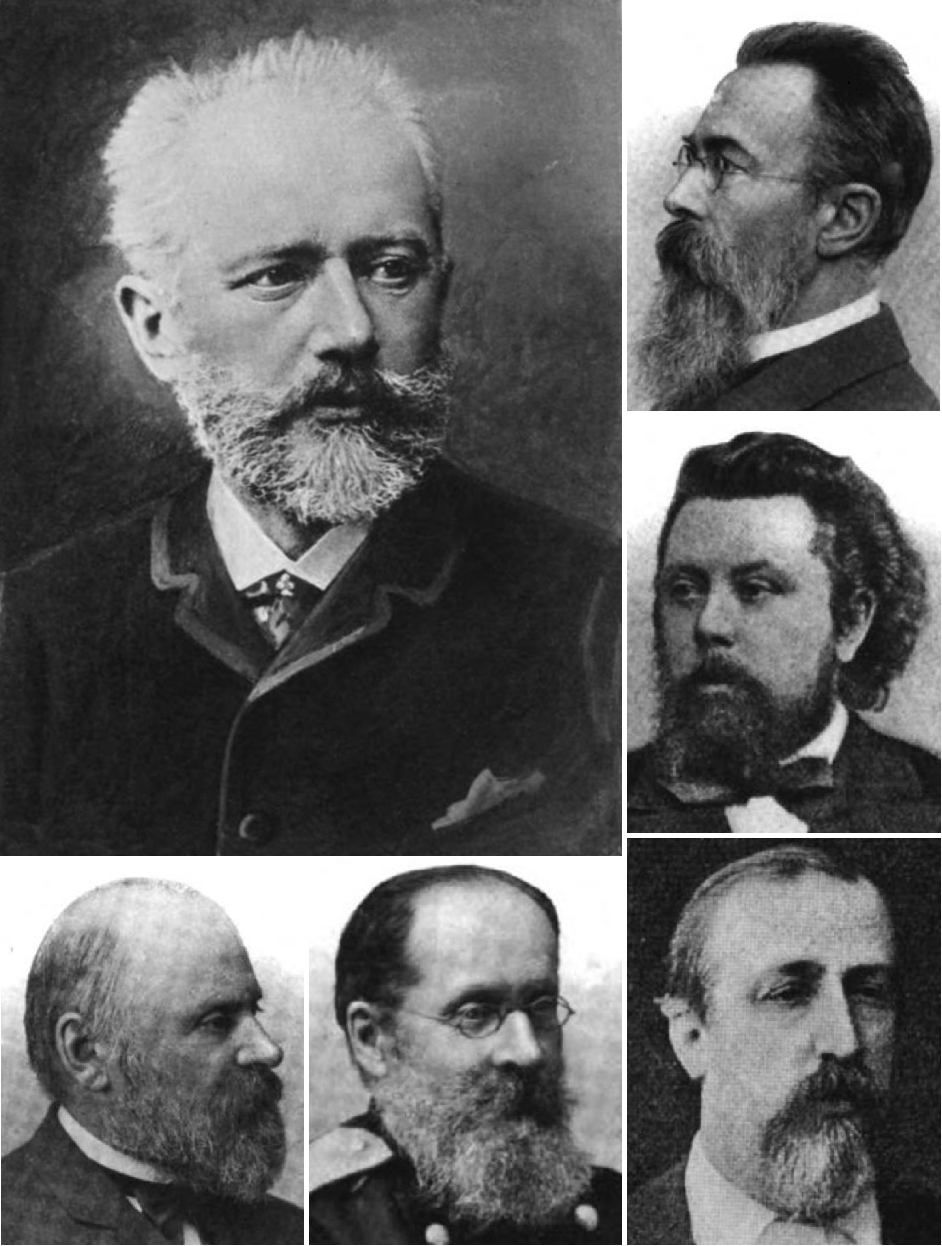
Piotr Ilich Chaikovski (arriba a la izquierda) y Los Cinco (hacia la derecha desde la parte inferior izquierda): Mili Balákirev, César Cui, Aleksandr Borodín, Modest Músorgski y Nikolái Rimski-Kórsakov.

En la Rusia de mediados y finales del siglo XIX, Piotr Ilich Chaikovski y un grupo de compositores conocidos como Los Cinco tenían opiniones divergentes sobre la naturaleza de la música clásica rusa, especialmente sobre si se debían seguir las técnicas de composición occidentales o nativas. 
Aunque mostró signos de talento musical a una edad temprana, Chaikovski decidió estudiar música profesionalmente sólo después de pasar tres años como funcionario público. Ya siendo adulto, en el Conservatorio de San Petersburgo aprendió de Antón Rubinstein y Nikolái Zaremba cómo componer a la manera de Joseph Haydn, Wolfgang Amadeus Mozart y Ludwig van Beethoven. Chaikovski quería escribir composiciones profesionales de tal calidad que superaran las críticas occidentales y, por lo tanto, trascendieran las barreras nacionales, pero que al mismo tiempo siguieran siendo claramente rusas en la melodía, el ritmo y otras características compositivas. Para ello, aprendió a adaptar y, en algunos aspectos, modificar las normas clásicas occidentales de composición a las exigencias de su estilo único. De esta manera, no seguiría ni a sus profesores ni a sus contemporáneos nacionalistas agrupados en Los Cinco.
Los Cinco, también conocidos como el «Gran Puñado» (en ruso: Могучая кучка, Mogúchaia Kuchka), fue un círculo de compositores que se reunieron en San Petersburgo entre los años 1856-1870. Pertenecían a una rama del movimiento nacionalista romántico ruso y compartían objetivos similares con la Colonia Abrámtsevo y el Renacimiento ruso en el ámbito de las bellas artes. El grupo estaba formado por los compositores Mili Balákirev, Aleksandr Borodín, César Cui, Modest Músorgski y Nikolái Rimski-Kórsakov. Los Cinco querían producir un tipo específico de arte musical ruso, en lugar de uno que imitara la música europea antigua o que se basara en la impartida en los conservatorios. A pesar de que Los Cinco también tomaron como modelo a compositores europeos, se centraron en las obras de contemporáneos musicalmente progresistas como Frédéric Chopin, Franz Liszt y Robert Schumann. Este grupo también creía en el empleo de las propiedades melódicas, armónicas, tonales y rítmicas de la canción folclórica rusa, junto con elementos melódicos, armónicos y rítmicos exóticos de la música originaria de las partes central y oriental del Imperio ruso (una práctica que sería conocida por el nombre de orientalismo musical) como mecanismos de composición en sus propias obras. Mientras que Chaikovski utilizó las canciones populares en algunas de sus obras, en su mayor parte trató de seguir las prácticas occidentales a la hora de componer, especialmente en términos de tonalidad y progresión tonal. Además, a diferencia de Chaikovski, ninguno de Los Cinco recibió formación académica en composición; de hecho su líder, Balákirev, consideraba el academicismo como una amenaza para la imaginación musical. Junto con el crítico Vladímir Stásov, que apoyaba a Los Cinco, Balákirev atacó implacablemente al Conservatorio y a Rubinstein tanto oralmente como por escrito.
Como Chaikovski se había convertido en el estudiante más conocido de Rubinstein, fue considerado inicialmente por la asociación como un objetivo natural para el ataque, sobre todo como carne de cañón para las críticas de Cui. Esta actitud cambió ligeramente cuando Rubinstein abandonó la escena musical de San Petersburgo en 1867. En 1869, Chaikovski inició una relación de trabajo con Balákirev y el resultado fue la primera obra maestra reconocida de Chaikovski, la obertura-fantastía Romeo y Julieta, una obra que Los Cinco acogieron con entusiasmo. Cuando Chaikovski escribió una reseña positiva de la Fantasía sobre temas serbios de Rimski-Kórsakov, fue bien recibida en el círculo, a pesar de las preocupaciones acerca de la naturaleza académica de sus conocimientos musicales. El movimiento final de su Segunda Sinfonía, subtitulada Pequeña Rusia, también fue recibido con entusiasmo por el grupo en su primera actuación en 1872.
Chaikovski permaneció cordial, pero nunca llegó a intimar con la mayoría de Los Cinco, ambivalentes acerca de su música: sus metas y estética no coincidían con la suya. Se esforzó por asegurar su independencia musical respecto de ellos así como de la facción conservadora del Conservatorio, lo que fue facilitado por su aceptación en la cátedra del Conservatorio de Moscú ofrecida por Nikolái Rubinstein, hermano de Antón. Cuando a Rimski-Kórsakov se le ofreció una cátedra en el Conservatorio de San Petersburgo después de la marcha de Zaremba, acudió a Chaikovski en busca de consejo y asesoramiento, dado que no sabía qué hacer debido a su falta de formación musical. En la década de 1880, mucho después de que los miembros de Los Cinco tomaran caminos separados, otro grupo llamado Círculo Beliáyev reanudó la labor justo donde éstos la habían dejado. Chaikovski mantuvo relaciones estrechas con los principales miembros de este grupo: Aleksandr Glazunov, Anatoli Liádov y, por ese entonces, Rimski-Kórsakov.

## Primeros años
Como el biógrafo Anthony Holden sostiene, no existía una tradición autóctona de música rusa antes del nacimiento de Chaikovski en 1840 más que las melodías populares y la música a capella de la Iglesia ortodoxa rusa. Aunque Mijaíl Glinka fue el primer compositor ruso en atraer la atención internacional y el compositor francés Hector Berlioz lo definió como «uno de los compositores más destacados de su tiempo», los gustos de la aristocracia rusa permanecían invariables hacia la música extranjera. Después de la primera representación de una ópera en Rusia en 1731, una compañía de ópera italiana se estableció en la Corte Imperial de San Petersburgo, pero a pesar de haberse creado el alto cargo de director de música de la corte y ser mantenida por un abanico de compositores distinguidos, todos ellos eran extranjeros. Del mismo modo, mientras que el primer concierto público en Rusia tuvo lugar en 1746 y, aunque los conciertos públicos se había convertido en un fenómeno común a finales del siglo, la mayoría de los conciertos tenían lugar en los hogares de la aristocracia y también estaban dominadas por extranjeros. No hubo una carrera musical reconocida para desarrollar el talento nativo en Rusia, ni ningún sistema de enseñanza musical profesional hasta mediados del siglo XIX; hasta entonces, los artistas rusos que desearan una carrera profesional o incluso estudiar música tenían que viajar a Europa Occidental.

### Chaikovski

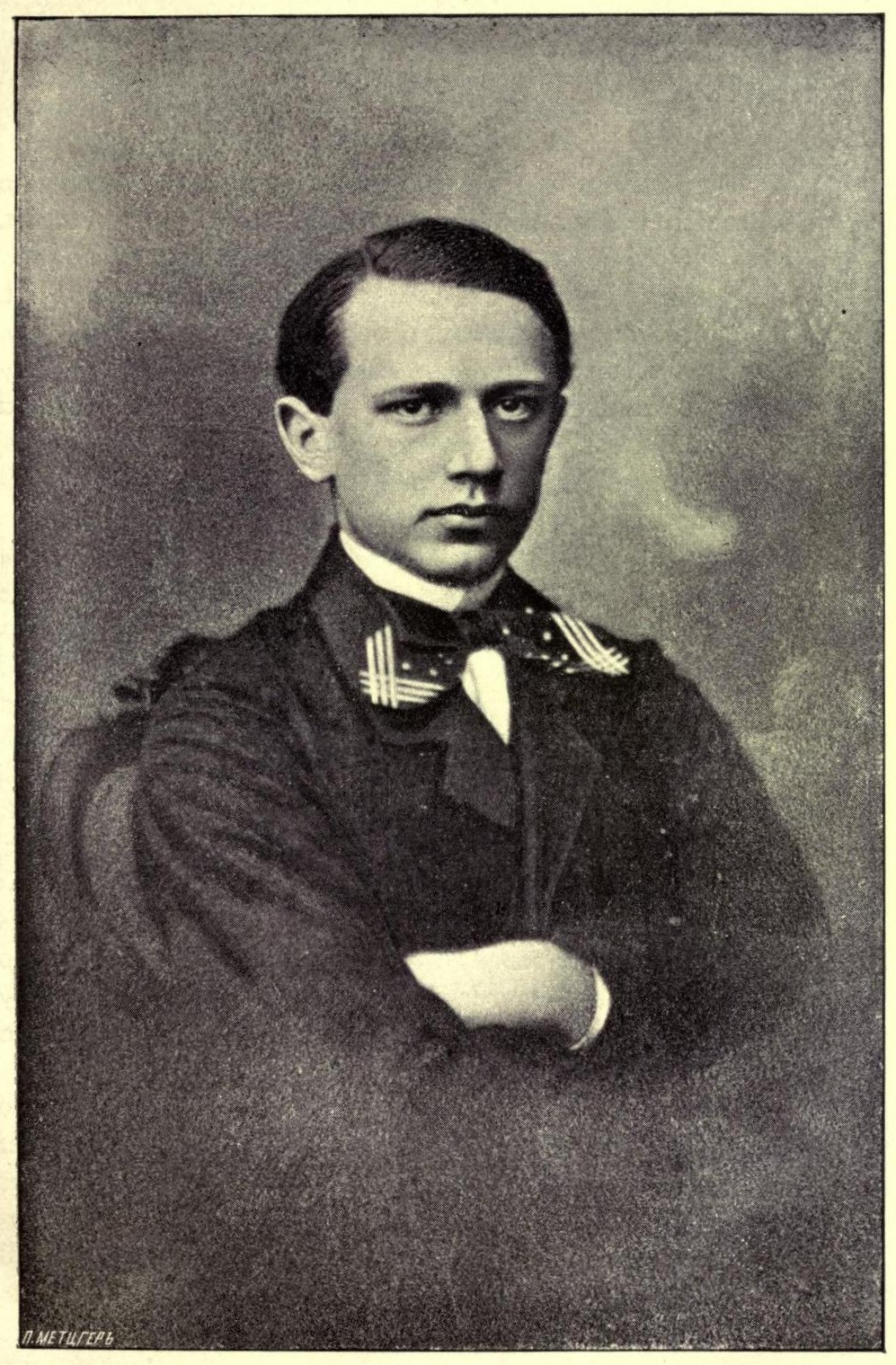
El joven Chaikovski.

Chaikovski nació en 1840 en Vótkinsk, una pequeña ciudad en la actual Udmurtia, la antigua provincia de Viatka de la Rusia Imperial. Fue un alumno precoz, comenzó a estudiar piano a la edad de cinco años y era capaz leer música tan bien como su maestro a los ocho. Sin embargo, la pasión de sus padres por su talento musical pronto se enfrió. En 1850 la familia decidió enviarle a la Escuela Imperial de Jurisprudencia de San Petersburgo. Este establecimiento servía principalmente a la pequeña nobleza o burguesía, y los alumnos eran preparados para una carrera en el funcionariado público. Dado que la edad mínima para acceder era de doce años, Chaikovski fue enviado por su familia a un internado de la escuela preparatoria de la Escuela Imperial de Jurisprudencia, a unos 1300 kilómetros de su hogar en Alapáyevsk. Una vez Chaikovski alcanzó la edad para ser aceptado, fue trasladado a la Escuela Imperial de Jurisprudencia para comenzar un programa de estudios de siete años.
La música no era una prioridad en la Escuela, pero Chaikovski asistió regularmente al teatro y la ópera con otros estudiantes. Le gustaban las obras de Rossini, Bellini, Verdi y Mozart. El fabricante de pianos Franz Becker realizaba visitas ocasionales a la escuela como profesor de música interino. Esta fue la única enseñanza formal de música que Chaikovski recibió allí. Desde 1855 su padre, Iliá Chaikovski, le financió lecciones privadas con Rudolph Kündinger, un reconocido profesor de piano de Núremberg. Iliá además le preguntó a Kündinger sobre la posibilidad de una carrera musical para su hijo. Kündinger contestó que nada sugería que fuera un compositor potencial o incluso un buen intérprete. A Chaikovski se le dijo que acabara sus estudios y luego intentara acceder a un puesto en el Ministerio de Justicia.
Chaikovski se graduó el 25 de mayo de 1859 con el rango de consejero titular, el rango más bajo en la carrera de funcionario. El 15 de junio fue admitido en el Ministerio de Justicia. Seis meses más tarde alcanzó el puesto de asistente subalterno y dos meses después de esto, asistente superior. En ese cargo se quedó Chaikovski para el resto de su carrera de funcionario, que duraría tres años.
En 1861 asistió a las clases de teoría musical organizadas por la Sociedad Musical Rusa (SMR) impartidas por Nikolái Zaremba. Un año más tarde siguió a Zaremba para entrar en el nuevo Conservatorio de San Petersburgo. Chaikovski no dejaría su puesto en el Ministerio hasta «que no estuviera bastante seguro de que estoy destinado a ser músico en vez de funcionario». Desde 1862 hasta 1865, estudió armonía, contrapunto y fuga con Zaremba y Antón Rubinstein, director y fundador del Conservatorio, le impartió clases de instrumentación y composición. En 1863, abandonó su carrera de funcionario y se dedicó a estudiar música a tiempo completo, graduándose en diciembre de 1865.

### Los Cinco
Alrededor de la Navidad de 1855, Aleksandr Ulýbyshev, un rico y crítico aficionado de Rusia, y su protegido de 18 años de edad Mili Balákirev, quien llevaba camino de convertirse en un gran pianista, visitaron a Glinka. Balákirev interpretó para Glinka su fantasía basada en los temas de Una vida por el Zar. Glinka, gratamente sorprendido, elogió a Balákirev como un músico con un futuro brillante.

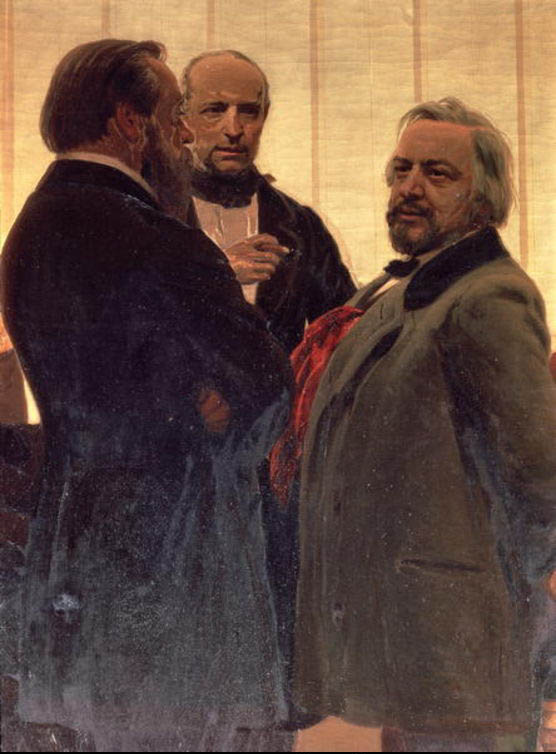
Retrato (de izquierda a derecha) de Mili Balákirev, Vladímir Odóyevski y Mijaíl Glinka de Iliá Repin.

En 1856, Balákirev y el crítico Vladímir Stásov, quien expuso públicamente una agenda nacionalista para las artes rusas, comenzaron a reunir a jóvenes compositores a través de los cuales difundir sus ideas y ganar seguidores. El primero en reunirse con ellos ese año fue César Cui, un oficial del ejército, especializado en la ciencia de la fortificación. Modest Músorgski, un oficial del Regimiento Preobrazhenski, se les unió en 1857; Nikolái Rimski-Kórsakov, un cadete naval, en 1861, y Aleksandr Borodín, un químico, en 1862. Balákirev, Borodín, Cui, Músorgski y Rimski-Kórsakov, solían componer en su tiempo libre, y todos eran jóvenes en 1862 (Rimski-Kórsakov, con tan sólo 18 años, era el más joven y Borodín el de mayor edad con 28). Los Cinco fueron esencialmente autodidactas y se abstenían de emplear técnicas musicales conservadoras y «rutinarias». Fueron conocidos como la Kuchka, traducido de manera diversa como Los Cinco, Los Cinco de Rusia y el Gran Puñado, después de una reseña escrita por Stásov acerca de su música. Stásov escribió: «Dios quiera que [la audiencia conserve] para siempre el recuerdo de cuanta poesía, sentimiento, talento y habilidad posee el pequeño grupo, pero ya poderoso [Mogúchaia Kuchka] de músicos rusos». El término Mogúchaia Kuchka, que literalmente significa «poderoso montoncito», les quedó asociado para siempre.
El objetivo de este grupo era crear una escuela de música independiente rusa siguiendo los pasos de Glinka. Esto significaba producir una forma de música clásica que sería originalmente rusa en su naturaleza. Esta música utilizaría las características nativas melódicas, armónicas, rítmicas y tonales de la música folclórica rusa y otras partes del Imperio ruso en busca de «lo que [estos compositores] habían escuchado en canciones de fiestas, en las danzas de cosacos y del Cáucaso, en los cantos de iglesias y [...] el repique de campanas de la iglesia [...]. Trataron de reproducir lo que Glinka una vez denominó 'el alma de la música rusa'». La música de estos compositores también incluía elementos armónicos exóticos como la escala de tonos enteros y la escala octatónica, que eran empleados para añadir un estilo y colorido que era diferente al de la música occidental.
Para crear este estilo ruso de música clásica, Stásov escribió que el grupo había incorporado cuatro características. La primera fue un rechazo del academicismo y las formas fijas occidentales de composición. La segunda fue la incorporación de elementos musicales de otros países del este dentro del imperio ruso, lo que era una cualidad que más tarde sería conocido como el orientalismo musical. La tercera era un enfoque musical progresista y antiacadémico. La cuarta fue la incorporación de técnicas de composición relacionadas con la música folclórica. Estos cuatro puntos distinguen a Los Cinco de sus contemporáneos en el campo cosmopolita de la composición.

### Rubinstein y el Conservatorio de San Petersburgo
En 1858, Antón Rubinstein, el famoso pianista ruso que había vivido, tocado y compuesto en Europa Occidental y Central, regresó a Rusia. La experiencia de la vida musical alemana le había influido no sólo en su desarrollo como compositor, sino también en su forma de ver el lugar de la música en la sociedad. En Alemania, las composiciones musicales eran tratadas como si fueran grandes obras de arte y una exaltación del espíritu humano, gozando de un prestigio que era impensable en Rusia. Se había dado cuenta de que la formación musical profesional era esencial y que la educación superior musical era un requisito previo para la construcción de una cultura musical.

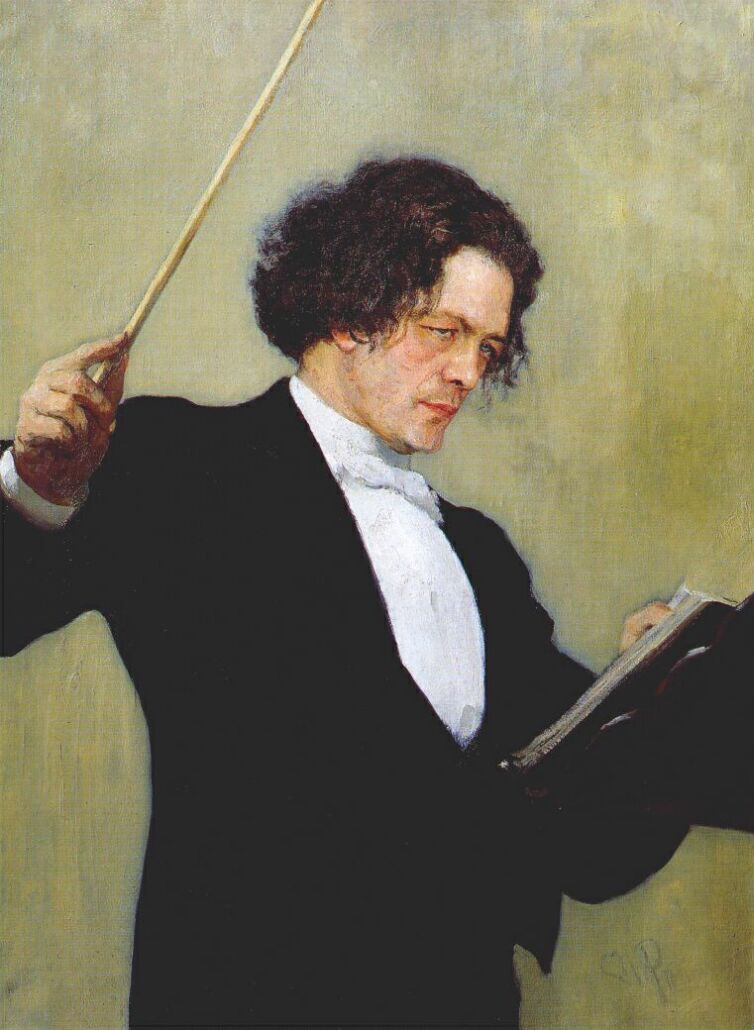
Antón Rubinstein en el podio tal como es representado por Iliá Repin.

Rubinstein veía a Rusia como un desierto musical al lado de París, Berlín y Leipzig, cuyos conservatorios de música había visitado. La vida musical floreció en esos lugares, los compositores eran tenidos en alta estima y los músicos estaban dedicados por completo a su arte. Con un ideal similar en mente para Rusia, había concebido la idea de un conservatorio ruso años antes de su regreso en 1858 y por fin había despertado el interés en las personas influyentes para ayudarlo a poner en realidad su idea. Su primer paso fue fundar la Sociedad Musical Rusa en 1859. Sus objetivos eran educar a la gente en la música, cultivar sus gustos musicales y desarrollar sus talentos en esa área de sus vidas. Un par de semanas después del concierto inaugural de la Sociedad, Rubinstein empezó a organizar clases de música. El interés en estas clases creció hasta que Rubinstein fundó el Conservatorio de San Petersburgo en 1862.
Apenas hubo fundado el Conservatorio cuando una diferencia de opinión se desató entre los radicales y los tradicionalistas del mundo de la música. Rubinstein pertenecía al segundo bando, el cual era receloso u hostil a las nuevas tendencias musicales, deseando en su lugar preservar en sus propias obras lo mejor de las tradiciones occidentales de los últimos años. Los radicales, dispuestos a seguir explorando territorios musicales para formar sus propios estilos y técnicas, se dividieron en dos facciones. Una de ellas, Los Cinco, se inspiró en las obras de Franz Liszt y Robert Schumann. La otra, dirigida por el compositor y crítico Aleksandr Serov, eligió a Richard Wagner como su inspiración. Cada una de estas agrupaciones, dos radicales y una tradicionalista, defendieron un ideal estético diferente, junto con un concepto distinto de la esencia y la función de la música. Estaba en juego un conflicto entre las ideas musicales progresistas y las conservadoras, más concretamente, la distinción entre música absoluta y música programática, así como entre una música y una estética orientada a la ópera realista. Para llevar más allá el tema, el historiador de la música alemana August Wilhelm Ambros sugirió que la hegemonía musical de la monarquía austro-alemana que había dominado la música clásica hasta ese momento estaba terminando rápidamente y que era el momento en que Rusia y los Estados Unidos asumirían sus responsabilidades. Esta opinión se recibió de manera calurosa y alentadora en Rusia.
Según el musicólogo Francis Maes, Rubinstein no podría ser acusado de falta de integridad artística. Luchó por el cambio y el progreso en la vida musical rusa. Sólo sus gustos musicales eran conservadores, desde Haydn, Mozart y Beethoven pasando por los primeros románticos hasta Chopin. Liszt y Wagner no fueron incluidos. Tampoco recibió con entusiasmo las nuevas ideas musicales, incluyendo el papel del nacionalismo en la música clásica. Para Rubinstein, la música nacional sólo existía en la canción popular y la danza folclórica. No había lugar para la música nacional en las grandes obras, especialmente no en la ópera. Su reacción pública a los ataques simplemente era no reaccionar. Sus clases y los conciertos fueron muy concurridas, por lo que no sentía que responder fuera necesario. Incluso prohibió a sus estudiantes tomar partido. Poco después, Serov y Balákirev pelearon por la importancia de Glinka en la música rusa y Rubinstein pudo estar, al menos por el momento, en paz. Matriculó su primera clase de graduados del Conservatorio, entre los cuales se encontraba Chaikovski.

### Diferencia en rusianismo
Chaikovski y Los Cinco fueron todos profundamente rusos en lo que respecta a sus sentimientos. Al mismo tiempo, el historiador Orlando Figes sostiene que eran también europeos, con sus identidades culturales tanto rusa y europea, «las interrelacionaron y las hicieron mutuamente dependientes en varios sentidos. Por mucho que lo hubieran intentado, era imposible para estos rusos suprimir parte de su identidad». Para complicar este asunto, los rusos europeos debían mostrar un comportamiento u otro en función de la situación social. En la Corte, en el teatro y en los salones y salas de baile de San Petersburgo, se esperaba que actuaran de acuerdo con un código muy complejo y formal de conducta, como los europeos estaban llamados a comportarse, y al hacerlo, «que realicen sus costumbres europeas casi como actores en un escenario público». Este código era de tan estricta aplicación que en 1810 a G.A. Rimski-Korsakóv, un pariente lejano del compositor, le fue retirado su cargo del regimiento de guardavidas Preobrazhenski por desabrocharse el primer botón de su uniforme en una cena después de un baile. Sólo en privado, los miembros de las clases altas eran capaces de relajarse, actuar de forma más natural y permitir que sus costumbres nativas rusas prevalecieran.
Para la aristocracia rusa y las clases altas, «Europa» básicamente se convirtió en no sólo un lugar, sino también una región de la mente poblada a través de la educación, el idioma, la religión y la actitud general. La educación, cultura y arte extranjeros se convirtieron en preferidos. El francés, no el ruso, se convirtió en la lengua hablada y escrita. Las costumbres extranjeras prevalecían sobre las nativas. Este deseo por todo lo europeo dio lugar a un cisma cultural entre las clases altas y la aristocracia. Esta escisión, a su vez, ayudó a alimentar el mito de que estas clases habían «perdido» su rusianismo en su lucha por actuar y hacerse más europeos. Disipar esta noción y definir lo que significaba realmente ser ruso se convertiría en una lucha en su propio derecho. La parcela sobre la que Chaikovski, Stásov y Los Cinco luchaban era cómo realmente definían el modo de ser ruso en la música clásica y la forma en que realmente debería sonar.
Una pista para la respuesta que buscaban radica en sus actitudes divergentes hacia las dos óperas de Glinka. Los Cinco gravitaban hacia la ópera de Glinka musicalmente más radical, Ruslán y Liudmila, con actitudes y técnicas bastante alejadas de la práctica occidental. Chaikovski se sentía más atraído por Una vida por el Zar, que fue la primera ópera en el repertorio ruso en la que el protagonista muere al final, por lo que es la primera ópera trágica escrita en Rusia y también la primera ópera rusa completamente cantada, sin ninguna parte hablada en recitativo. Escrita antes de Ruslan, Una vida por el zar difería en ser más arraigada en las técnicas musicales occidentales. Aun así, su tema y el material musical básico sigue siendo abiertamente ruso.

## Con Los Cinco
Como la campaña de Los Cinco contra Rubinstein prosiguió en la prensa, Chaikovski pasó a ser el objetivo de sus críticas al igual que lo fue su antiguo maestro. Al escribir sobre la interpretación de la cantata de graduación de Chaikovski, Cui arremetió contra el compositor afirmando que era «extremadamente débil [...]. Si tenía algún talento, [...] es seguro que en algún momento de la pieza se ha liberado de las cadenas impuestas por el Conservatorio». El efecto de la revisión sobre el sensible compositor fue devastador. Finalmente, la relación entre Chaikovski y Los Cinco se convirtió en una incómoda tregua de Chaikovski al hacer amistad en un primer momento con Balákirev, y luego con los otros cuatro compositores del grupo. Una relación de trabajo desarrollada entre Balákirev y Chaikovski tuvo como fruto la obra Romeo y Julieta. La aceptación de Los Cinco de Chaikovski a través de su recepción positiva a esta obra fue aún más consolidada con su entusiasmo por su Segunda Sinfonía. Subtitulada Pequeña Rusia (que era el término que en aquel momento designaba lo que actualmente es Ucrania) por su empleo de canciones populares ucranianas, la sinfonía en su versión inicial también utilizaba varias técnicas compositivas similares a las utilizadas por Los Cinco en sus obras. Después de que Chaikovski escuchara el último movimiento de esta sinfonía en una reducción de piano para el grupo, Stásov sugirió el tema de Shakespeare La tempestad a Chaikovski, que escribió un poema musical basado en este tema. Después de un lapso de varios años, Balákirev volvió a entrar en la vida creativa de Chaikovski y el resultado fue la Sinfonía Manfredo, compuesta sobre un programa de Lord Byron, originalmente escrita por Stásov y proporcionado por Balákirev. Por encima de todo, sin embargo, Chaikovski continuó por un camino independiente y creativo, a medio camino entre sus colegas nacionalistas y los tradicionalistas.

### Balákirev

#### Correspondencia inicial

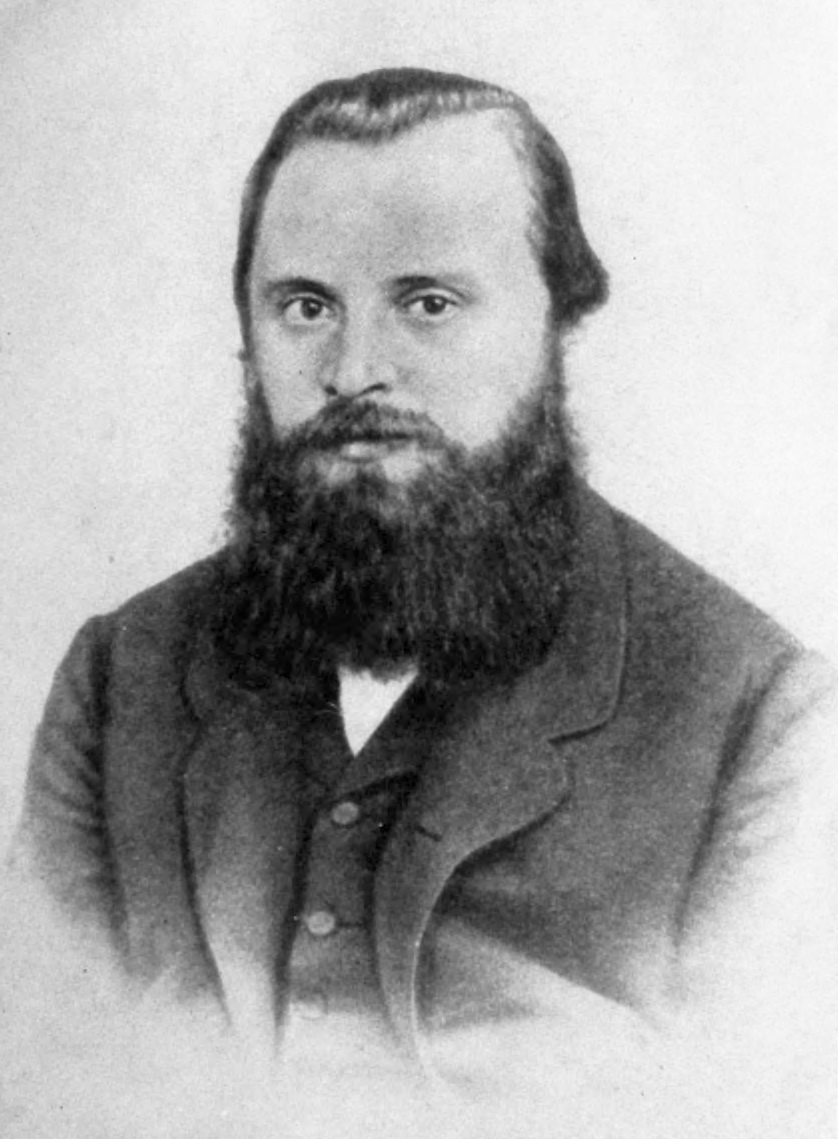
El joven Mili Balákirev.

En 1867, Rubinstein entregó la dirección del Conservatorio a Zaremba y ese mismo año renunció a la dirección musical de la Orquesta de la Sociedad Musical Rusa y fue reemplazado por Balákirev. Chaikovski ya había prometido sus Danzas características (entonces llamadas Danzas de las doncellas del heno) de su ópera El voivoda a la sociedad. Al presentar el manuscrito (y tal vez consciente de la revisión de Cui de la cantata), Chaikovski incluyó una nota a Balákirev, que terminó con una petición de una palabra de aliento de que no interpretara las Danzas.
En este punto, Los Cinco como unidad se estaban dispersando. Músorgski y Rimski-Korsakov querían alejarse de la influencia de Balákirev, al cual encontraban agobiante, y seguir su propio camino como compositores. Balákirev podría haber detectado un potencial nuevo discípulo en Chaikovski. Explicó en su respuesta desde San Petersburgo que, si bien quiso dar su opinión en persona y exponer largamente para aclarar los puntos más importantes, estaba eligiendo cuidadosamente su respuesta «con toda franqueza», y agregó, con un toque hábil de adulación, que creía que Chaikovski era «un artista de pleno derecho» y que esperaba con interés el debate sobre la pieza con él en un próximo viaje a Moscú.
Estas cartas establecieron el tono de la relación de Chaikovski con Balákirev en los siguientes dos años. Al final de este período, en 1869, Chaikovski tenía 28 años y era profesor en el Conservatorio de Moscú. Después de haber escrito su primera sinfonía y una ópera, compuso un poema sinfónico titulado Fatum. Inicialmente satisfecho con la pieza cuando Nikolái Rubinstein la dirigió en Moscú, Chaikovski la dedicó a Balákirev y se la envió para que fuera interpretada en San Petersburgo. Fatum sólo recibió una tibia acogida allí. Balákirev escribió una carta detallada a Chaikovski en la que explicó lo que él creía que eran los defectos de Fatum, pero también le dio algo de aliento. Añadió que consideraba que la dedicatoria de su música era «valiosa para mí como un signo de tu simpatía, además, siento una gran debilidad por ti». Chaikovski era demasiado autocrítico para no ver la verdad detrás de estos comentarios. Aceptó las críticas de Balákirev y los dos continuaron su correspondencia. Chaikovski más tarde destruiría la partitura de Fatum (la partitura sería reconstruida después de su muerte mediante el uso de las partes orquestales).

#### ComponiendoRomeo y Julieta
Chaikovski pronto descubrió que tratar con Balákirev implicaba una parte de frustración. Balákirev podría ser obstinado hasta llegar al despotismo, lo cual tensó la relación entre los dos. Esto no impidió que cada uno apreciara las habilidades del otro. Si bien seguía siendo receloso de cualquier persona con una formación formal de conservatorio, Balákirev reconoció claramente el gran talento de Chaikovski; si hubiera seguido su propio camino como él, Balákirev podría haber tratado de reclutarlo en Los Cinco. Chaikovski quería y admiraba a Balákirev, se dio cuenta del aspecto beneficioso del asesoramiento de Balákirev en este punto de su carrera, aunque Balákirev a veces podía ser severo. Chaikovski, a pesar de haber sentido un poco de resentimiento hacia el enfoque y preferencias de Balákirev, podía encontrar algo en este momento para admirar al hombre y sus intenciones. Chaikovski inicialmente había escrito de Balákirev a su hermano, Anatoli: «[...] no puedo ser del todo solidario con él. No me gusta la exclusividad de su punto de vista musical ni su tono agudo». Más tarde, sin embargo, Chaikovski dijo a Anatoli que Balákirev era «[...] un hombre muy honrado y bueno, e inconmensurablemente superior a la media como artista».

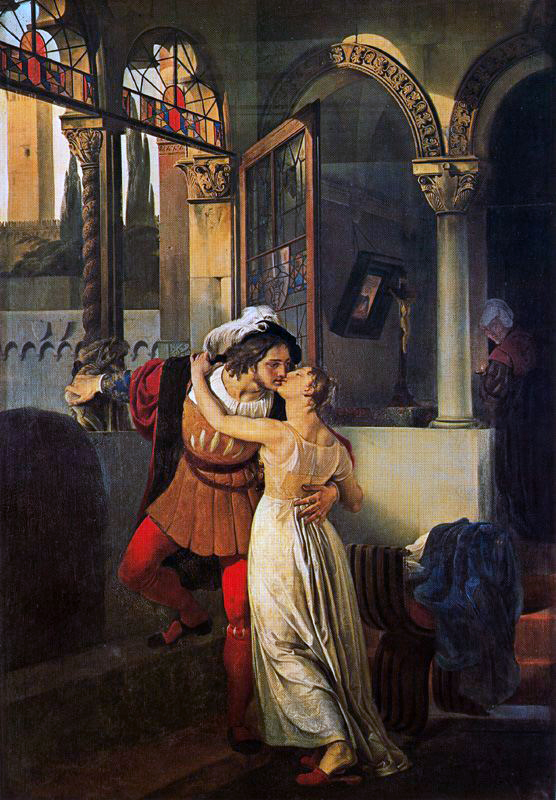
Balákirev desempeñó un papel fundamental en la creación de Romeo y Julieta. La pintura de mismo nombre de Francesco Hayez.

A pesar de las fricciones entre ellos, Balákirev fue el único hombre que convenció a Chaikovski de escribir una obra en más de una ocasión, como lo hizo con Romeo y Julieta. A sugerencia de Balákirev, Chaikovski se basó en su obra El rey Lear, una obertura trágica en forma sonata siguiendo el ejemplo de las oberturas de concierto de Beethoven. Fue idea de Chaikovski reducir el argumento a un conflicto central y representar musicalmente con la estructura binaria de la forma sonata. Sin embargo, la ejecución de esa trama en la música que se conoce sólo llegó después de dos revisiones radicales.
La primera versión de Romeo y Julieta contenía básicamente un fugato inicial y una confrontación de los dos temas, exactamente lo que se podría esperar que produjera un compositor con formación académica. Balákirev descartó muchos de los primeros borradores que Chaikovski le envió. La obertura, por ejemplo, sonó a Balákirev más como un cuarteto de Haydn que una coral de Liszt, la cual Balákirev había sugerido inicialmente. Debido a la sucesión de sugerencias entre los dos hombres, la pieza estaba constantemente en el correo entre Moscú y San Petersburgo, dirigida a Chaikovski o Balákirev.
Chaikovski permitió que la primera versión fuera estrenada por Nikolái Rubinstein el 16 de marzo de 1870, después de que el compositor hubiese incorporado sólo algunas de las sugerencias de Balákirev. El estreno fue un desastre. Rubinstein había ganado una importante demanda legal el día anterior y los seguidores de Rubinstein estaban más interesados en mostrar su apoyo al director que a la música que estaba interpretándose. Afectado por este rechazo, Chaikovski se tomó a pecho las críticas de Balákirev. En la obra posterior, se obligó a ir más allá de su formación musical y reescribió gran parte de la música en la forma que se conoce. Esto incluyó la elección poco académica, pero dramáticamente brillante, de dejar el tema de amor fuera de la sección del desarrollo, guardando la confrontación con el primer tema (el conflicto de los Capuleto y los Montesco) para la segunda mitad de la recapitulación. En la exposición, el tema del amor sigue estando protegido de la violencia del primer tema. En la recapitulación, el primer tema influye mucho en el tema del amor y finalmente lo destruye. Al seguir este patrón, Chaikovski cambia el conflicto musical original de la sección de desarrollo a la recapitulación, lo que culmina en una catástrofe dramática.
Gracias a Balákirev y a su propio trabajo duro, Romeo y Julieta conllevaría a Chaikovski su reconocimiento nacional e internacional y el hecho de convertirse en la primera obra que el kuchka elogió incondicionalmente. Al escuchar el tema de amor de Romeo y Julieta, Stásov dijo al grupo: «Había cinco de ustedes, ahora hay seis». Tal era el entusiasmo de Los Cinco por dicha obra, que en sus reuniones siempre se le pedía a Balákirev que la tocara al piano. Lo hizo tantas veces que se la aprendió de memoria.
Algunos críticos, entre ellos los biógrafos de Chaikovski Lawrence y Elisabeth Hanson, se han preguntado qué habría ocurrido si Chaikovski se hubiera unido a Balákirev en 1862 en lugar de asistir al Conservatorio. Sugieren que se podría haber desarrollado mucho más rápidamente como compositor independiente y ofrecen como prueba el hecho de que Chaikovski no escribió su primera obra completamente distinta hasta que Balákirev le incitó e inspiró para escribir Romeo y Julieta. Que tan bien podría haberse desarrollado a largo plazo es otra cuestión. Le debe mucho a su destreza musical, incluyendo su habilidad en la orquestación, a la sólida base en contrapunto, armonía y teoría musical que recibió en el Conservatorio. Sin esa base, Chaikovski no podría haber sido capaz de escribir sus mejores obras.

### Rimski-Kórsakov
En 1871, Nikolái Zaremba renunció a la dirección del Conservatorio de San Petersburgo. Su sucesor, Mijaíl Azanchevski, tenía una mentalidad musical más progresista y quería sangre nueva para refrescar la enseñanza en el Conservatorio. Ofreció a Rimski-Kórsakov una cátedra en Composición e Instrumentación Práctica (orquestación), así como la dirección de la Clase de Orquesta. Balákirev, que anteriormente se había opuesto al academicismo con tremendo vigor, le animó a asumir el puesto, pensando que podría ser útil tener uno de los suyos dentro el campo enemigo.

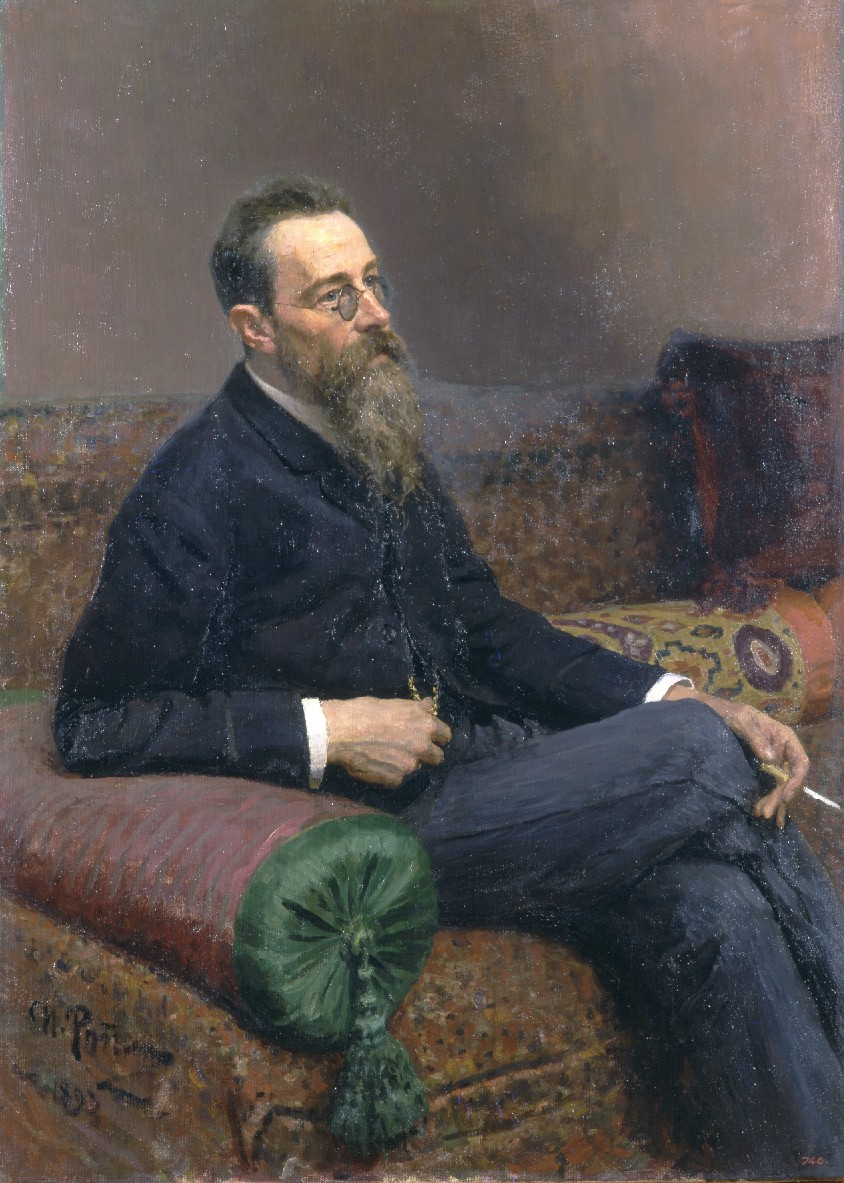
Retrato de Rimski-Kórsakov por Iliá Repin.

Sin embargo, en el momento de su nombramiento, Rimski-Kórsakov se había dado cuenta dolorosamente de sus deficiencias técnicas como compositor, escribiendo más tarde que «era un aficionado y no sabía nada». Por otra parte, había llegado a un callejón sin salida creativo después de terminar su ópera La doncella de Pskov y advirtió que el desarrollo de una técnica musical sólida era la única manera de seguir componiendo. Recurrió a Chaikovski en busca de asesoramiento y orientación. Cuando Rimski-Kórsakov sufrió un cambio de actitud en la educación musical y comenzó sus estudios intensivos en privado, sus compañeros nacionalistas lo acusaron de tirar su herencia rusa para componer fugas y sonatas. Chaikovski lo siguió apoyando moralmente, le dijo que aplaudía plenamente lo que estaba haciendo y admiraba tanto su modestia artística como su fortaleza de carácter.
Antes de que Rimski-Kórsakov llegara al Conservatorio, en marzo de 1868, Chaikovski escribió una reseña de su Fantasía sobre temas serbios. Al hablar de esta obra, Chaikovski la comparó con la única otra de Rimski-Kórsakov que había escuchado hasta ese momento, su Primera Sinfonía, mencionando «su encantadora orquestación [...[ su novedad estructural y sobre todo [...] la frescura de sus giros armónicos puramente rusos [...] inmediatamente [mostrando] que el señor Rimski-Kórsakov tiene un notable talento sinfónico». La nota de Chaikovski, redactada precisamente de tal modo que encontrara el favor del círculo de Balákirev, hizo exactamente eso. Se reunió con el resto de Los Cinco en una visita a la casa de Balákirev en San Petersburgo el mes siguiente. Rimski-Kórsakov, escribió más tarde:

As a product of the Conservatory, Tchaikovsky was viewed rather negligently if not haughtily by our circle, and, owing to his being away from St. Petersburg, personal acquaintanceship was impossible.... [Tchaikovsky] proved to be a pleasing and sympathetic man to talk with, one who knew how to be simple of manner and always speak with evident sincerity and heartiness. The evening of our first meeting [Tchaikovsky] played for us, at Balakirev's request, the first movement of his Symphony in G minor [Tchaikovsky's First Symphony]; it proved quite to our liking; and our former opinion of him changed and gave way to a more sympathetic one, although Tchaikovsky's Conservatory training still constituted a considerable barrier between him and us.
Como producto del Conservatorio, Chaikovski era visto de manera negligente, si no con arrogancia, por nuestro círculo y, debido a que estaba fuera de San Petersburgo, conocerlo en persona era imposible [...]. No obstante, [Chaikovski] demostró ser un hombre agradable y simpático con quien hablar, alguien que sabía cómo ser sencillo y que siempre hablaba con evidente sinceridad y cordialidad. La noche de nuestra primera reunión [Chaikovski] interpretó para nosotros, a petición de Balákirev, el primer movimiento de su Sinfonía en sol menor [Primera Sinfonía de Chaikovski]; resultó muy de nuestro agrado y nuestra primera opinión sobre él cambió y dio paso a otra más agradable, aunque la educación formal de Conservatorio que Chaikovski recibió siguió siendo un obstáculo considerable entre él y nosotros.

Rimski-Kórsakov agregó que «durante los años siguientes, al visitar San Petersburgo, [Chaikovski] por lo general venía a la casa de Balákirev y era cuando lo veíamos». Sin embargo, dado que al mismo tiempo Chaikovski deseaba tener aceptación tanto de Los Cinco como de los tradicionalistas, necesitaba la independencia que Moscú le daba para encontrar su propio camino, lejos de ambas partes. Esto era especialmente cierto a la luz del comentario de Rimski-Kórsakov acerca de la «barrera considerable» de la formación en el Conservatorio de Chaikovski, así como la opinión de Antón Rubinstein de que Chaikovski se había alejado demasiado de los ejemplos de los grandes maestros occidentales. Chaikovski estaba preparado para alimentarse de nuevas actitudes y estilos, y así poder seguir creciendo como compositor. Su hermano Modest escribió que este estaba impresionado por la «fuerza y vitalidad» en algunos de las obras de Los Cinco. Sin embargo, fue demasiado equilibrado al rechazar totalmente lo mejor de la música y valores que Zaremba y Rubinstein habían abrigado. En la opinión de su hermano Modest, las relaciones de Chaikovski con el grupo de San Petersburgo se parecía a «la de dos Estados amigos vecinos entre sí [...] cautelosamente preparados para hacer frente en un terreno común, pero guardando celosamente sus intereses por separado».

### Stásov,La tempestady la sinfoníaPequeña Rusia

Vladímir Stásov retratado por Iliá Repin.

Chaikovski tocó el final de su Segunda Sinfonía, subtitulada Pequeña Rusia, en una reunión en la casa de Rimski-Kórsakov en San Petersburgo el 7 de enero de 1873, antes del estreno oficial de la obra completa. A su hermano Modest le escribió: «toda la compañía casi me arrancó a pedazos con éxtasis y Madame Rímskaya-Kórsakova me suplicó con lágrimas que le dejara hacer un arreglo para dúo de piano». Rimskaya-Korsakova fue una notable pianista, compositora y arreglista por su propia habilidad, transcribiendo obras de otros miembros del Kuchka, así como las de su marido y Romeo y Julieta de Chaikovski.
No todos los miembros del Kuchka estaban presentes. Balákirev se había vuelto cada vez más hermético en este momento de su vida. Músorgski probablemente tampoco estuviera, pero no se perdió el afecto entre él y Chaikovski. Borodín estuvo presente y él mismo dio la aprobación de la obra. También estuvo presente Stásov, el crítico que había ayudado a Balákirev a encontrar la Kuchka y fue uno de sus portavoces principales. Impresionado por lo que oyó, Stásov le preguntó a Chaikovski cuál era la siguiente obra que iba componer y pronto influyó al compositor al escribir el poema sinfónico La tempestad. Durante la composición de esta obra, Stásov resultó generoso con su asesoramiento al igual que Balákirev, sin embargo, mientras que Balákirev había sido flexible en cuanto a la trama y exigente en las cuestiones musicales, Stásov demostró ser todo lo contrario. Chaikovski quería renunciar a La tempestad y centrar el argumento en la heroína, Miranda; esto habría reforzado musicalmente los puntos fuertes de Chaikovski, tanto como el romance en Romeo había hecho. Stásov respondió lo siguiente: «Por supuesto que debe de haber una tempestad. Sin ella, la obertura no sería una obertura y la totalidad del programa sería muy diferente». Stásov guardó los comentarios sobre la música para después del primer ensayo. Si bien calificó la escena de la tormenta como «trillada y poco original», la caracterización musical de Próspero como «muy normal» y señaló que «había una cadencia muy banal» cerca del final de la pieza, «directamente extraída de algún terrible final de la ópera italiana», denominó a todos estos asuntos como «argucias menores. ¡Todo el resto es maravillas sobre más maravillas!».

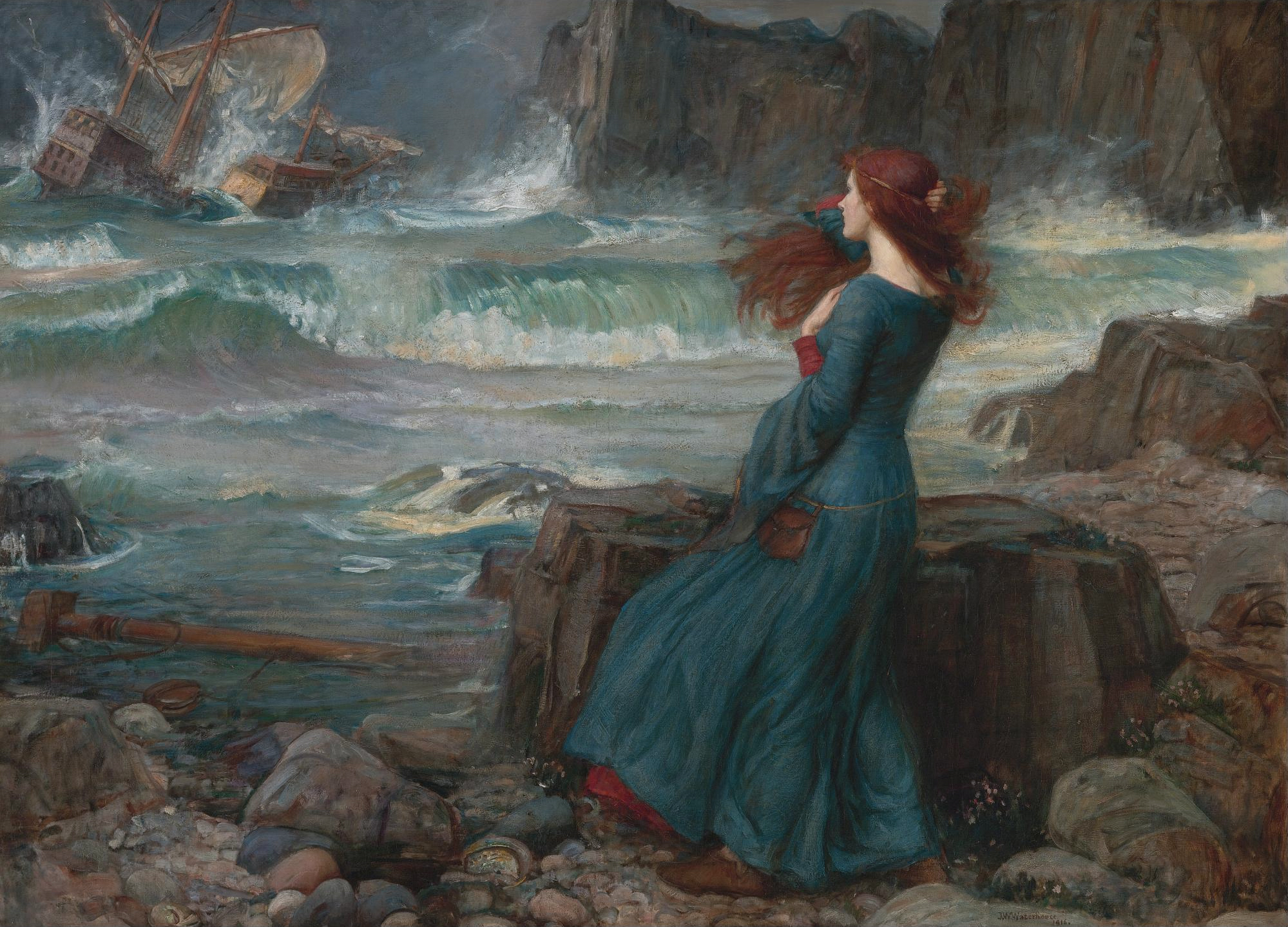
Miranda por John William Waterhouse. Chaikovski quería enfocar su poema sinfónico La tempestad sobre todo en ella.

En cuanto a la pieza que inicialmente había captado la atención de Stásov, lo que se ganó el cariño del Kuchka de la Pequeña Rusia no era simplemente que Chaikovski hubiera utilizado canciones populares de Ucrania como material melódico. Fue cómo, sobre todo en los movimientos exteriores, permitió que las características únicas de la canción popular rusa dictaran su forma sinfónica. Esta era una meta hacia la que el Kuchka se había esforzado, tanto colectiva como individualmente. Chaikovski, con su formación en el Conservatorio, era capaz de sostener un desarrollo más amplio y más coherente que sus colegas en el Kuchka (aunque la comparación pueda parecer injusta, el experto en las obras de Chaikovski David Brown ha señalado que, debido a sus marcos de tiempo similares, el final de la Pequeña Rusia muestra lo que Músorgski podría haber hecho con La Gran Puerta de Kiev en Cuadros de una exposición si hubiera tenido una formación académica similar a la de Chaikovski).

### Opiniones personales de Chaikovski acerca de Los Cinco
Los Cinco era un tema más entre la miríada de asuntos que Chaikovski trataba con su bienhechora, Nadezhda von Meck. En enero de 1878, cuando escribió a la señora von Meck sobre sus miembros, se había desviado mucho de su mundo musical y sus ideales. Además, los días de apogeo de Los Cinco habían llegado a su fin. A pesar de un considerable esfuerzo por la composición de óperas y canciones, Cui se había hecho más conocido como crítico que como un compositor y hasta sus esfuerzos críticos competían por el tiempo dedicado a su carrera como ingeniero militar y experto en la ciencia de la fortificación. Balákirev se había retirado completamente de la escena musical, Músorgski se hundía cada vez más en el alcoholismo y las actividades creativas de Borodín fueron puestas en un segundo plano debido a sus deberes oficiales como profesor de química.

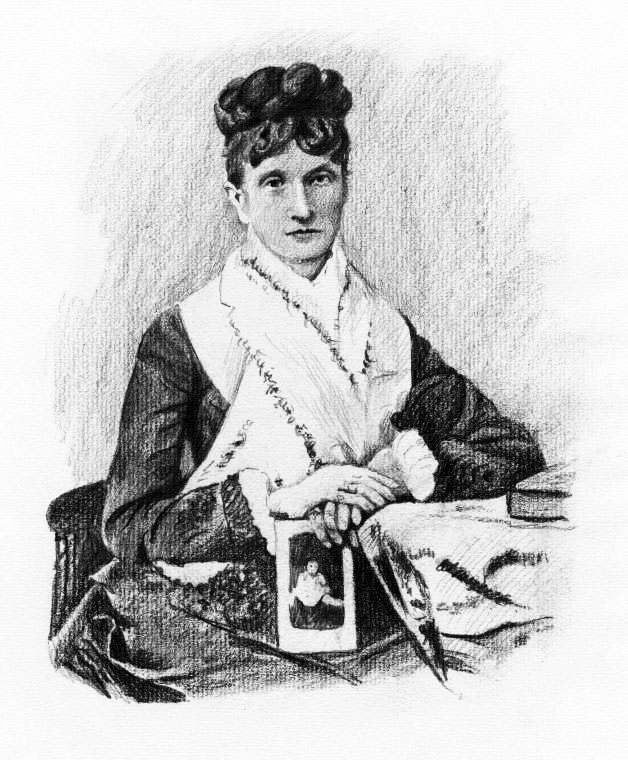
Nadezhda von Meck, protectora y confidente de Chaikovski entre 1877 y 1890.

Sólo Rimski-Kórsakov perseguía activamente una carrera musical a tiempo completo y fue sometido a una creciente crítica por parte de sus compañeros nacionalistas por las mismas razones por las que Chaikovski lo había sido. Como Chaikovski, Rimski-Kórsakov había descubierto que para que su crecimiento artístico continuara sin cesar, tenía que estudiar y dominar las formas clásicas occidentales y sus técnicas. Borodín lo tildó de «apostasía», y agregó: «Muchos se afligen en la actualidad por el hecho de que Kórsakov nos haya vuelto la espalda, se ha lanzado a un estudio musical de la antigüedad. No me lamento por ello. Es comprensible [...]». Músorgski fue aún más duro: «El poderoso Kuchka se ha degenerado en un grupo de traidores sin alma».
El análisis de Chaikovski de cada uno de Los Cinco fue implacable. Mientras que al menos algunas de sus observaciones pueden parecer distorsionadas y parciales, también menciona algunos detalles con un tono claro y verdadero. Su diagnóstico acerca de la crisis creativa de Rimski-Kórsakov es muy preciso. También considera a Músorgski como el más dotado musicalmente de Los Cinco, a pesar de que Chaikovski no pudo apreciar las formas que Músorgski tuvo originalmente. No obstante, subestimó gravemente la técnica de Borodín y no le otorgó a Balákirev todo el respeto que merecería, mostrando algo al detallar cuando Balákirev le ayudó a concebir y dar forma a Romeo y Julieta.
Chaikovski escribió a Nadezhda von Meck que todos los miembros del Kuchka eran talentosos, pero también «están infectados hasta la médula» de orgullo y son «puramente diletantes de la confianza en su superioridad». Entró en algunos detalles acerca de la epifanía de Rimski-Kórsakov, su giro en materia de su formación musical y sus esfuerzos para remediar esta situación por sí mismo. Chaikovski entonces denominó a Cui «un aficionado con talento», cuya música «no tiene ninguna originalidad, pero es inteligente y graciosa», Borodín, un hombre que «tiene talento, incluso uno fuerte, pero ha desaparecido por descuido [...] y su técnica es tan débil que no puede escribir una sola línea [de música] sin ayuda exterior»; Músorgski es «un caso perdido», superior en talento a los demás, pero «de mente estrecha, carece de todo impulso hacia la autoperfección», y Balákirev como alguien con «enorme talento», pero que también había «hecho mucho daño» al ser «el inventor principal de todas las teorías de este extraño grupo».

### El retorno de Balákirev
Chaikovski terminó su revisión final de Romeo y Julieta en 1880 y consideró que sería un acto de cortesía enviar una copia de la partitura a Balákirev. Éste, sin embargo, se había retirado de la escena musical en la década de 1870 y Chaikovski había perdido el contacto con él. Pidió al editor Bessel que le remitiera una copia a Balákirev. Un año más tarde Balákirev le respondió. En la misma carta le dio las gracias a Chaikovski profusamente por el resultado y sugirió «un programa para una sinfonía que podría manejar maravillosamente bien», un plan detallado para una sinfonía sobre la base de la obra Manfredo de Lord Byron. Elaborado originalmente por Stásov en 1868 para Hector Berlioz como una secuela a la obra Orlando en Italia, el programa había estado bajo el cuidado de Balákirev.

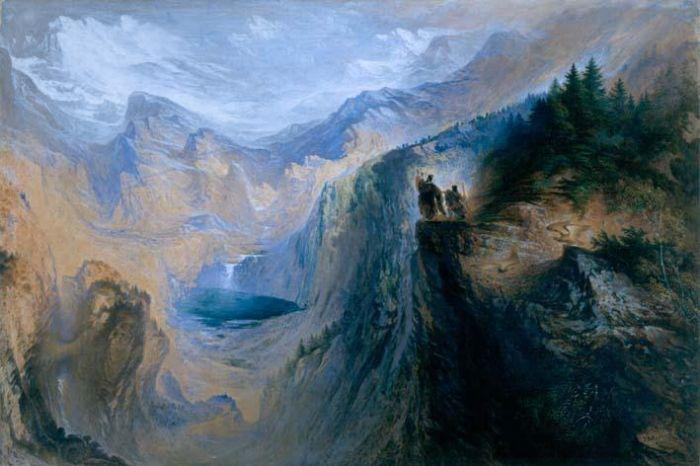
Manfredo sobre el Jungfrau (1837) de John Martin.

Chaikovski rechazó el proyecto en un primer momento, diciendo que el tema lo había dejado frío. Balákirev insistió: «Usted debe, por supuesto, hacer un esfuerzo». Balákirev exhortó a «tomar un enfoque más autocrítico y a no precipitar las cosas». Chaikovski cambió de opinión dos años después en los Alpes suizos, mientras cuidaba a su amigo Iósif Kotek y después de haber releído Manfredo en el medio en el que tiene lugar el poema. Una vez de regreso en casa, Chaikovski revisó el proyecto que Balákirev había hecho del programa de Stásov y empezó a esbozar el primer movimiento.
La Sinfonía Manfredo de Chaikovski costaría más tiempo, esfuerzo y conciencia que cualquier otra cosa que fuera a componer, incluso más que la Sinfonía Patética. También se convirtió en la obra más compleja y larga que había escrito hasta ese momento y, aunque tenía una deuda evidente con Berlioz debido a su programa, Chaikovski todavía era capaz de hacer que el tema de Manfredo sonara suyo. Tras cerca de siete meses de intenso trabajo, a finales de septiembre de 1885, escribió a Balákirev: «nunca en mi vida, créame, he trabajado tanto y tan duro, y me he sentido tan agotado por el esfuerzo. La sinfonía está escrita en cuatro movimientos, siguiendo su programa, aunque, perdóneme, no importa cuánto yo quisiera, no he sido capaz de mantener todas las tonalidades y modulaciones que sugiere[...] Por supuesto está dedicada a usted».
Una vez que terminó la sinfonía, Chaikovski fue reacio a tolerar más la injerencia Balákirev y cortó todo contacto, le contó a Jurgenson, su editor, que consideraba que Balákirev estaba «loco». Chaikovski y Balákirev intercambiaron sólo unas pocas cartas formales, no demasiado agradables después de esta ruptura.

## Círculo Beliáyev

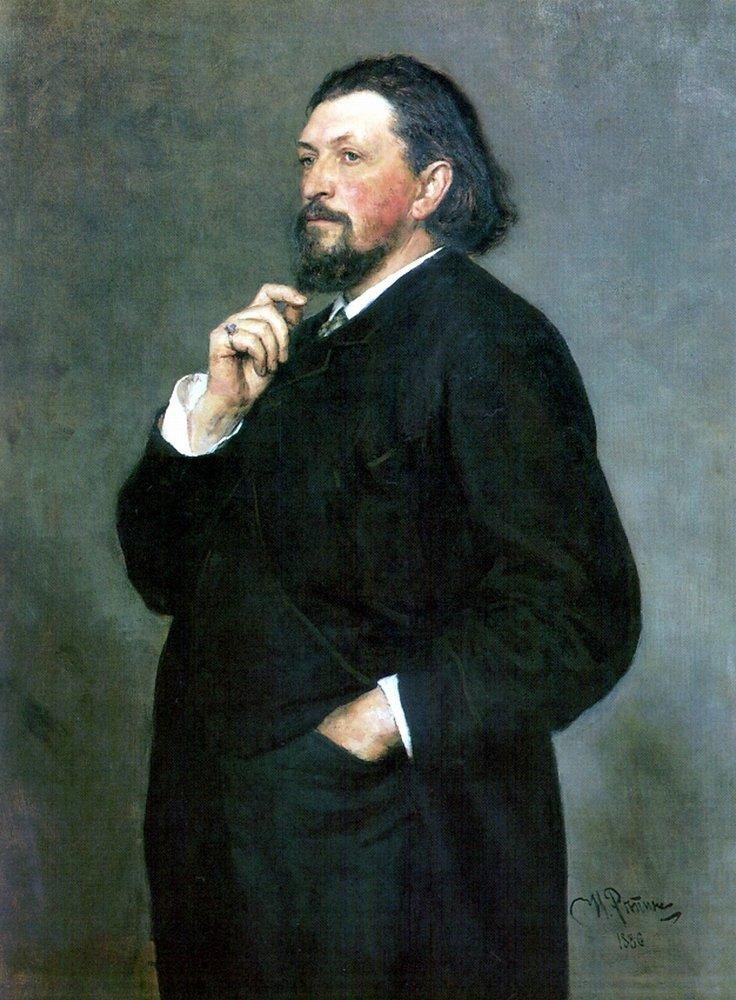
Retrato de Mitrofán Beliáyev por Iliá Repin.

En noviembre de 1887, Chaikovski llegó a San Petersburgo a tiempo para escuchar varios de los Conciertos Sinfónicos Rusos, uno de los cuales incluyó la interpretación completa de la primera versión final de su Primera Sinfonía y otro el estreno de la versión revisada de la Tercera Sinfonía de Rimski-Kórsakov. Antes de esta visita había pasado mucho tiempo teniendo contacto con Rimski-Kórsakov y quienes lo rodeaban. Rimski-Kórsakov, junto con Aleksandr Glazunov, Anatoli Liádov y muchos otros compositores y músicos nacionalistas habían formado un grupo llamado Círculo Beliáyev. Este grupo recibió el nombre del comerciante maderero Mitrofán Beliáyev, un músico aficionado que se convirtió en mecenas y editor musical influyente, después de haber mostrado interés por el trabajo de Glazunov. Durante la visita, Chaikovski pasó mucho tiempo en compañía de estos hombres y la relación algo tensa con Los Cinco se volvió en una más armoniosa con el Círculo Beliáyev. Esta relación duró hasta su muerte a finales de 1893.
En cuanto a Los Cinco, el grupo hacía tiempo se había dispersado, Músorgski falleció en 1881 y Borodín en 1887. Cui continuó escribiendo críticas negativas de la música de Chaikovski, pero fue visto por el compositor simplemente como un crítico irritante. Balákirev vivía aislado y limitó lo musical a un segundo plano. Sólo Rimski-Kórsakov se mantuvo en plena actividad como compositor.
La amistad de Chaikovski con Glazunov, Liádov y Rimski-Kórsakov lo benefició, aumentó la confianza en sus propias habilidades como compositor, junto con una voluntad de dejar que sus obras musicales permanecieran junto a las de sus contemporáneos. Chaikovski escribió a von Meck, en enero de 1889, tras haber sido una vez más muy bien representado en los conciertos Beliáyev, que «siempre había tratado de ponerme fuera de todos los partidos y mostrar de todos los medios posibles que quiero y respeto cada figura pública talentosa y honorable en música, sea cual sea su tendencia», y que se consideraba «halagado por aparecer en el escenario de conciertos» al lado de los compositores del Círculo Beliáyev. Esto supuso un reconocimiento a la disposición incondicional a su música para ser escuchada junto con la de estos compositores, en un tono de confianza implícita sin comparaciones a las que temer.

## Legado
La hostilidad inicial de Los Cinco contra Chaikovski fue mitigada por la mejora en las relaciones de Chaikovski, en primer lugar con Balákirev y luego con Rimski-Kórsakov. Este último abrazó sustancialmente el enfoque del conservatorio cosmopolita, a diferencia del nacionalismo ruso puro. Los Cinco se dispersaron como una unidad, pero fueron reemplazados por el Círculo Beliáyev conformado por los compositores más jóvenes que crecieron alrededor de Rimski-Kórsakov. Este grupo, al escribir en un estilo nacionalista promovido por Rimski-Kórsakov y Balákirev, era mucho más permisivo respecto de las prácticas de composición occidentales, personificadas en la música de Chaikovski. Rimski-Kórsakov escribió sobre esta tendencia:

At this time [approximately 1892] there begins to be noticeable a considerable cooling off and even somewhat inimical attitude toward the memory of the "mighty kuchka" of Balakirev's period. On the contrary a worship of Tchaikovsky and a tendency toward eclecticism grow even stronger. Nor could one help noticing the predilection (that sprang up then in our circle) for Italian-French music of the time of wig and farthingale [that is, the eighteenth century], music introduced by Tchaikovsky in his Queen of Spades and Iolanthe. By this time quite an accretion of new elements and young blood had accumulated in Belyayev's circle. New times, new birds, new songs.
En este momento [aproximadamente 1892] empieza a notarse una importante reflexión y  actitud incluso un poco hostil hacia la memoria de los "poderosos Kuchka" del período de Balákirev. Por el contrario, el culto hacia Chaikovski y la tendencia hacia el eclecticismo crece todavía más. Tampoco puede dejar de advertirse la predilección (que surgió entonces en nuestro círculo) por la música ítalo-francesa de la época de la peluca y el verdugado [esto es, el siglo XVIII], introducida en la música de Chaikovski en sus óperas La dama de picas e Iolanta. En ese momento todo un cúmulo de elementos nuevos y sangre joven se había reunido en el Círculo de Beliáyev. Nuevos tiempos, nuevos pájaros, nuevas canciones.

Como resultado de esta influencia, además de la formación académica de Rimski-Kórsakov, especialmente en los casos de Antón Arenski y Glazunov, estos compositores combinaron las mejores técnicas de composición de Los Cinco y Chaikovski en su música. Sin embargo, a menudo los compositores de este grupo cayeron de nuevo en dos fuentes: los clichés musicales y manierismos de Los Cinco y las técnicas de composición académicas aprendidas en el Conservatorio. Además, el eclecticismo del que Rimski-Kórsakov escribió tendió a dominar la originalidad en muchas obras, incluidas las de Glazunov. Sin embargo, el Círculo Beliáyev siguió influyendo en el desarrollo de la música rusa hasta bien entrado el siglo XX.